# Skenea diaphana
Skenea diaphana är en snäckart som först beskrevs av Addison Emery Verrill 1884.  Skenea diaphana ingår i släktet Skenea och familjen Skeneidae. Inga underarter finns listade i Catalogue of Life.